# 작업 병렬성
작업 병렬성 또는 태스크 병렬성(task parallelism)은 병렬 컴퓨팅 환경의 여러 프로세서에 걸쳐 컴퓨터 코드를 병렬화하는 형태이다. 작업 병렬 처리는 프로세스나 스레드 (컴퓨팅)에 의해 동시에 수행되는 작업을 여러 프로세서에 분산시키는 데 중점을 둔다. 데이터의 서로 다른 구성요소에 대해 동일한 작업을 실행하는 데이터 병렬성과 달리, 작업 병렬성은 동일한 데이터에 대해 동시에 여러 가지 작업을 실행한다는 점에서 구별된다. 작업 병렬 처리의 일반적인 유형은 파이프라인 (컴퓨팅)이다. 이는 각 작업이 다른 작업과 독립적으로 실행될 수 있는 일련의 별도 작업을 통해 단일 데이터 세트를 이동하는 것으로 구성된다.

## 같이 보기
- 데이터 병렬성